# Triviella amaryllis
Triviella amaryllis is een slakkensoort uit de familie van de Triviidae. De wetenschappelijke naam van de soort is voor het eerst geldig gepubliceerd in 1927 door Schilder.